# Тімеєво
Тіме́єво (рос. Тимеево, удм. Тимеево) — село у складі Кіясовського району Удмуртії, Росія.
Населення — 1 особа (2010; 5 у 2002).
Національний склад:
- росіяни — 100 %